# Amazonetta brasiliensis

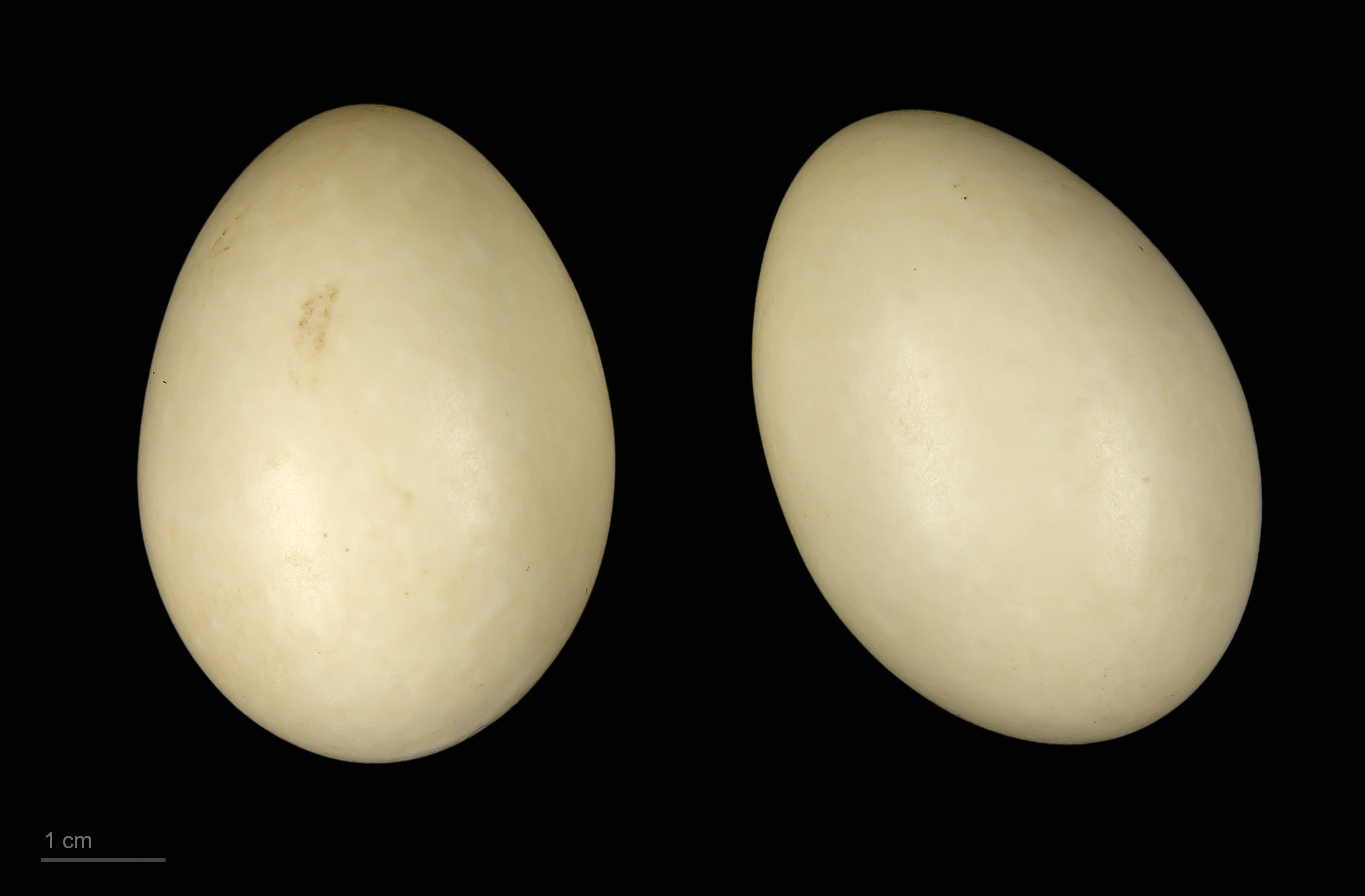
Amazonetta brasiliensis - MHNT

Amazonetta brasiliensis (Rața braziliană) este singura specie de rață din genul Amazonetta. 